# تأثیر فراگیر: آندرومدا
تأثیر فراگیر: آندرومدا (به انگلیسی: Mass Effect: Andromeda) یک بازی ویدئویی در سبک نقش‌آفرینی اکشن است که توسط شرکت بایوور توسعه یافته و به‌وسیلهٔ الکترونیک آرتس در مارس ۲۰۱۷ برای مایکروسافت ویندوز، پلی‌استیشن ۴ و ایکس‌باکس وان منتشر شد. این چهارمین قسمت از مجموعه بازی‌های تأثیر فراگیر محسوب می‌شود. خبر ساخت بازی برای اولین بار در ۱۵ ژوئن ۲۰۱۵ در نمایشگاه رسانه و تجارت ای۳ و در طی کنفرانس مطبوعاتی شرکت الکترونیک آرتس رونمایی شد.
داستان این نسخه مدت‌های طولانی پس از رخدادهای سه‌گانه اصلی در این سری و در کهکشان آندرومدا اتفاق می‌افتد. بازی در کهکشان راه شیری و در طول سده ۲۲ میلادی آغاز می‌شود که در آن بشریت برای سکونت در دنیای جدید واقع در کهکشان آندرومدا، به عنوان بخشی از راهبردی به نام ابتکار عمل آندرومدا برنامه‌ریزی می‌کند. بازیکن نقش شخصیت‌های اسکات یا سارا رایدر را به عنوان یک نو آموز نظامی بی‌تجربه بدست می‌گیرد که به پروژه ابتکار عمل می‌پیوندد و پس از سفری ۶۰۰ ساله، در کهکشان آندرومدا از خواب بیدار می‌شوند.
بلافاصله پس از انتشار، بازی با واکنش‌های متوسطی از سوی منتقدان همراه بود، که مبارزات بهبود یافته، اتمسفر و جلوه‌های بصری آن مورد تحسین قرار گرفت، اما منتقدان نسبت به داستان، انیمیشن شخصیت‌ها، صداگذاری و مسائل فنی انتقاداتی داشتند.